# Elaphoglossum lingua
Elaphoglossum lingua là một loài thực vật có mạch trong họ Lomariopsidaceae. Loài này được (C. Presl) Brack. mô tả khoa học đầu tiên năm 1854.